# Coenogonium kalbii
Coenogonium kalbii är en lavart som beskrevs av Aptroot, Lücking & Umaña. Coenogonium kalbii ingår i släktet Coenogonium och familjen Coenogoniaceae.   Inga underarter finns listade i Catalogue of Life.